# Sydbank Arena
Sydbank Arena, do roku 2015 známá jako Koldinghallerne, je víceúčelová aréna v dánském Koldingu, ležícím v regionu Syddanmark. Postavena byla v roce 1996 a rozšířena o devět let později. Představuje největší část halového komplexu s kapacitou 5 200 diváků, v němž sídlí další dvě haly včetně využití pro bojová umění. Ve třech halových prostorech může být postaveno pět házenkářských hřišť na celkové ploše 6 000 m² pro 6 500 návštěvníků. Součástí je také hotel Kolding Sportel otevřený v roce 2009 s bowlingovými drahami.
Vedle sportovních události aréna slouží ke koncertní činnosti, výstavám a společenským akcím. Stala se domovským stadionem házenkářského klubu KIF Kolding. Pro Mistrovství světa v házené žen 2015 došlo k navýšení kapacity z tří na pět tisíc diváků. V rámci rekonstrukce aréna získala název po bankovním domu Sydbank. Využita byla také pro Evropský šampionát v badmintonu 2017. Spolu s herningskou Jyske Bank Boxen se stala dějištěm Mistrovství Evropy v házené žen 2020.